# Uadi Tumilat
Uadi Tumilat (en antiguo egipcio: Cheku (ṯkw); otras grafías: Tjeku, Tscheku, Tju, Tschu) es un uadi (cauce de un río seco) de unos 50 km de largo situado al este del delta del Nilo. En tiempos prehistóricos, fue un afluente del río Nilo. Parte de la zona de la moderna Ismailia y continúa hacia el oeste. Todavía fluye un poco de agua a lo largo del uadi.

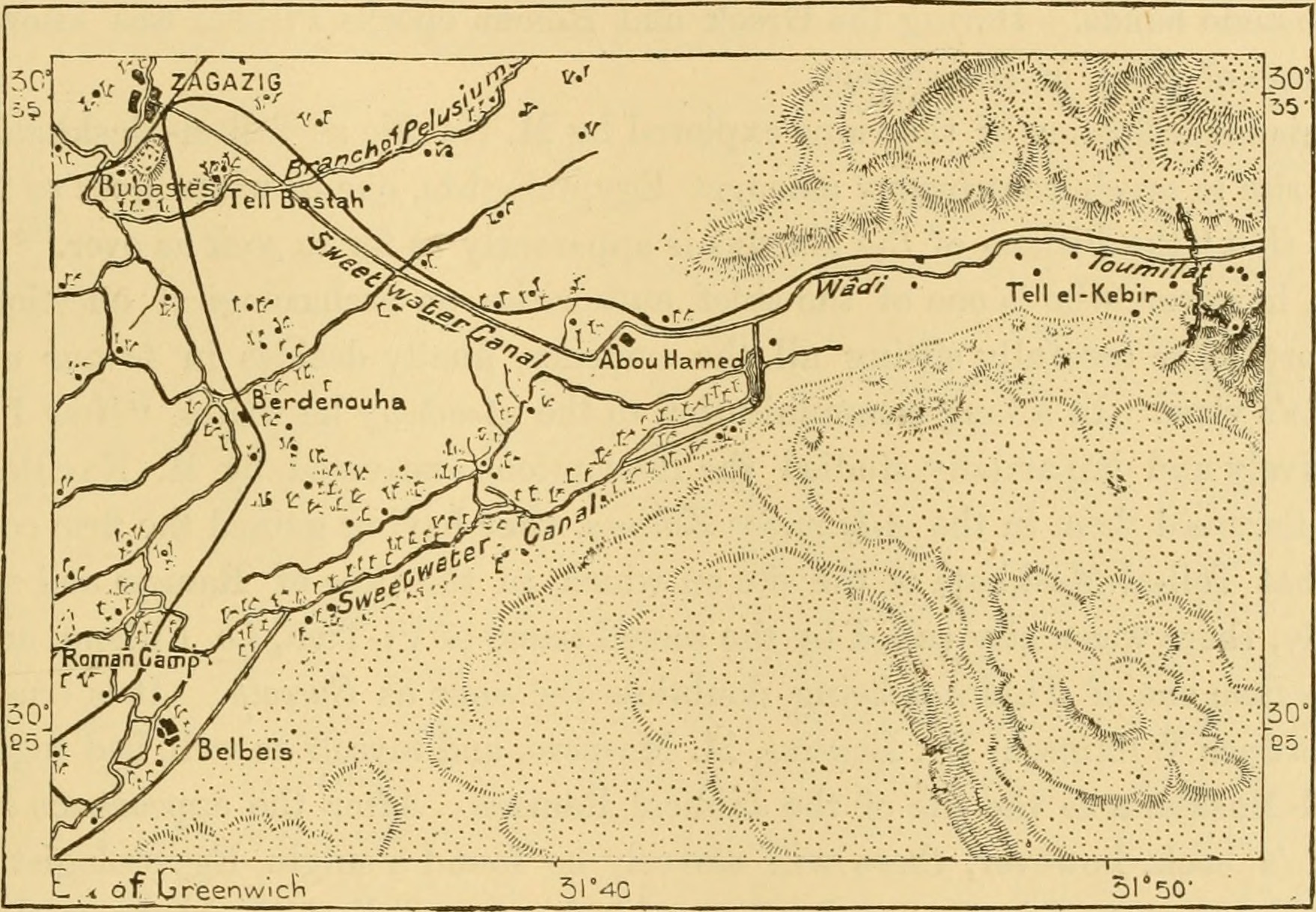
Uadi Tumilat

## Historia
En la antigüedad, era una importante arteria de comunicación para el comercio de caravanas entre Egipto y las regiones del este. El Canal de los faraones fue construido en su cauce.
Amenemhat I construyó una fortaleza a la entrada del Uadi Tumilat llamada «Los Muros del Príncipe».
| V13 · V31 | G43 | T14 | N25 |

| V13 · V31 | G43 | T14 | N25 |

## Trabajos arqueológicos
En Uadi Tumilat se han identificado unos 35 yacimientos arqueológicos de cierta importancia. Los tres mayores promontorios (tell) del Uadi son: Tell el-Maskhuta, Tell er-Retabah y Tell Shaqafiya. 
Tell er-Retabah fue investigado por el arqueólogo Hans Goedicke, de la Universidad Johns Hopkins. Las excavaciones en Tell el-Maskhuta se llevaron a cabo por la Universidad de  Toronto, bajo la dirección de Juan Holladay. Se trabajó durante cinco temporadas, entre 1978 y 1985, en el llamado Wadi Tumilat Project (Proyecto Uadi Tumilat).